# Jens L. Thomsen
Jens Ladekarl Thomsen (* 1980) ist ein färöischer Komponist, Musiker und Musikproduzent.

## Leben und Werk

### Frühe Jahre
Der Sohn eines Milchbauern wuchs im kleinen Ort Innan Glyvur auf der zweitgrößten färöischen Insel Eysturoy auf. In jungen Jahren fand er Zugang zur Musikszene von Gøta um Eivør, Jón Tyril, Petur Pólson und Høgni Lisberg. Diese und weitere Musiker gründeten 1998 die Band Clickhaze, in der Jens L. Thomsen den Bass spielte. Obwohl Clickhaze nur eine einzige EP herausgab, gehört sie zu den einflussreichsten Formationen der färöischen Pop-Geschichte. 2001 gewann Clickhaze den nationalen Pop- und Rockwettbewerb Prix Føroyar, anschließend wurde die Band unter anderem auf das Roskilde-Festival in Dänemark eingeladen. Nachdem sich Clickhaze 2003 aufgelöst hatte, nahm Thomsen in einem leerstehenden Kino in Strendur die erste CD  seines Bandkameraden Høgni Lisberg (Most Beautiful Things) auf. Die Aufnahme weckte sein Interesse, auch als Musikproduzent tätig zu werden.
Jens L. Thomsen zog nach London und nahm an der Thames Valley University ein Studium der Musiktechnologie auf, das er 2006 mit einem Bachelor-Grad abschloss. Von 2006 bis 2008 arbeitete er als Toningenieur in den Kensaltown Recording Studios in London.

### ORKA
Parallel zu dieser Tätigkeit rief Jens L. Thomsen das Musik- und Konzertprojekt ORKA ins Leben, das sich in ständig verändernden Besetzungen formiert. Zeitweise gehörte der bekannte französische Multiinstrumentalist Yann Tiersen dem Ensemble an. Auf der ersten CD Livandi Oyða (2007) kamen ausschließlich selbstgemachte Instrumente zum Einsatz, die Thomsen aus zufällig auf dem Bauernhof seines Vaters gefundenen Gegenständen geformt hatte, darunter ein zu einem Kontrabass umgebauter Zaunpfahl, Angelschnüre, Holzfässer, mehrere Wetzsteine und ein Besen. Auch Melkmaschinen, eine Flaschenorgel, ein Kassettenrekorder, ein Betonmischer und eine Bohrmaschine fanden Verwendung. Erinnerten die ersten Alben an Industrial-Experimente im Stil der frühen Einstürzenden Neubauten, standen im Laufe der Projektgeschichte allmählich elektronische Sounds im Vordergrund, wobei die auf den genannten Gegenständen erzeugten Klänge in Form von Samples nach wie vor Eingang in die Musik fanden. Einige der frühesten Texte beruhen auf Gedichten von Jóanes Nielsen.
Ein Anliegen von ORKA war es von Beginn an, die Klänge der Orte einzufangen, an denen die Alben zustande kommen. Auf der zweiten CD Óró (2011), das Jens L. Thomsen in einem Salzsilo der färöischen Hauptstadt Tórshavn aufnahm, ersetzt das über Mikrofone deutlich vernehmbare Knirschen der Salzkörner den Einsatz von Perkussionsinstrumenten. Manche ORKA-Veröffentlichungen sind durch atmosphärische Downbeat-Klangflächen gekennzeichnet, wie etwa das Album Leipzig aus dem Jahr 2014, das im ehemaligen Lichtspieltheater UT Connewitz, in einer kleinen Kirche in den Niederlanden, auf einem Boot in Hongkong und in einem Bahnhof in Bombay eingespielt wurde. Der düstere, von Synthesizertexturen geprägte Sound dieser CD trifft auf einen unterkühlt wirkenden Gesang, der als „North Atlantic vocals“ etikettiert wurde. Anderen Alben gaben Jens L. Thomsen und sein allmählich fester Kompagnon The Oktopus (von der US-amerikanischen Hip-Hop-Band Dälek) unter Verwendung vorgefundener Klanglandschaften in der Natur einen rohen, tanzbaren Upbeat-Charakter. Seine Werke Vað (2016) und Juno (2018) sortierte Thomsen selbst in das neuerfundene Genre „twisted Neandertal techno“ ein. Seine Tracks bearbeitet Jens gelegentlich in einem ehemaligen Stall seines Vaters, den er zu einem Studio umgebaut hat; die Alben erscheinen auf dem färöischen Tutl-Label.

### Weitere Projekte
Neben seiner Arbeit für das Projekt ORKA hat Jens L. Thomsen Soundtracks für Theatervorstellungen und zu Kurzfilmen entwickelt – unter anderem für das Filmemacherinnen-Duo Rannvá Káradóttir & Marianna Mørkøre sowie für den Regisseur und Musiker Heiðrikur á Heygum. Kompositionen entstanden außerdem für Laufsteg-Shows der färöischen Modedesignerin Barbara í Gongini. Für das Nordic Matters Festival in der Londoner Royal Festival Hall erhielt er 2017 den Auftrag, den Sound des Nordens zu kartografieren. Mitarbeiter in Dänemark, Norwegen, Schweden, Finnland, Island, Grönland, auf den Färöern und auf Åland steuerten Klänge aus den thematischen Bereichen Wasser (Meer, Flüsse, Geysire, Regen), Luft, Feuer (Vulkan) und Eis (Arktis) bei, die Jens filterte und strukturierte. Das Ergebnis seiner Arbeit war über 70 Lautsprecher auf allen Etagen der Festhalle zu hören.
2020 schuf Jens L. Thomsen eine Klanginstallation für den in dem Jahr fertiggestellten Eysturoyartunnilin, die abrufbar ist, sobald man mit einem Fahrzeug in den Tunnel einfährt. Zu diesem Zweck nahm er auch die Bohrgeräusche während der Bauphase des Tunnels auf und bearbeitete sie. Nach Aussage des Künstlers wollte er dem Tunnel eine eigene Stimme geben.
In verschiedenen Funktionen (Komponist, Musiker, Produzent, Toningenieur) war Jens L. Thomsen bis zum Jahr 2020 an über 100 CD-Veröffentlichungen beteiligt. Außer mit zahlreichen färöischen Kollegen kooperierte er auch mit Yann Tiersen, Martha Wainwright und Travis.

## Auszeichnungen (Auswahl)
- Prix Føroyar (2001, mit Clickhaze)
- Student Achievement Award an der Thames Valley University (2006)
- Nomination für den Musikpreis des Nordischen Rates (2009, 2016, mit ORKA)
- Erster Preis beim Musikwettbewerb Liet Ynternasjonaal (2010, mit ORKA)

## Diskografie (Auswahl)

### Clickhaze
- EP (2002)

### ORKA
- Livandi oyða (2007)
- Óró (2011)
- Live at Trans Musicales (2012, unter anderem mit Eivør und Yann Tiersen)
- Leipzig (2014)
- Vað (2016)
- <13 (2017)
- Juno (2018)